# Peucedanum harry-smithii
Peucedanum harry-smithii là một loài thực vật có hoa trong họ Hoa tán. Loài này được Fedde ex H. Wolff miêu tả khoa học đầu tiên năm 1933.